# Ferlo
Die Ferlo (auch Fouta Ferlo) ist als Zone sylvopastorale du Ferlo der wasserärmste ökogeographische Naturraum im westafrikanischen Staat Senegal mit dem Charakter einer Savannenlandschaft.
Das südlich der Senegalniederung gelegene Becken im Norden Senegals ist, mit spärlicher Vegetation bedeckt, ein Teil der Sahelzone und nimmt als Naturraum eine Fläche von 55.561 km² ein. Das ist mehr als ein Viertel der Gesamtfläche Senegals. Ein Teilgebiet von 20.582,14 km² mit 60.000 Bewohnern hat seit 2012 den Schutzstatus als UNESCO-Biosphärenreservat.
Das Gebiet hat seinen Namen von dem gleichnamigen Fluss Ferlo, der das Gebiet nach Nordwesten über den Guiers-See in Richtung der Senegalniederung entwässert. Im Winter, also zur Trockenzeit, geht die Länge seines Flussbettes auf die Hälfte seiner rund 500 Kilometer zurück.
Es sind endlose Ebenen, Sanddünen, verstreute Felsen und kleine Senken mit Lehmböden zu finden, in denen sich kleine Wasserstellen bilden. Die jährliche Niederschlagsmenge der Dornbuschsavanne ist mit 300 mm angegeben. Die Niederschläge konzentrieren sich auf die zwei bis drei Monate dauernde Regenzeit in den Sommermonaten, wobei die Zahl der jährlichen Regentage meist bei weniger als 30 liegt. Die natürliche Vegetation der Ferlo genügt, um für halbnomadische extensive Viehzucht landwirtschaftlich genutzt zu werden und macht diese zum Haupterwerbszweig der Bevölkerung. Ein weiteres landwirtschaftliches Produkt ist beispielsweise das Gummi arabicum.
Dahra und Linguère sind mit rund 32.000 und 15.000 Einwohnern die größten Städte in der Ferlo. Dahra ist Schauplatz des größten wöchentlichen Viehmarktes in ganz Senegal.